# Gorehabba
El Gorehabba o Gore Habba és un festival o ritual hinduista, que culmina amb l'esquitxada mútua de fems de vaca entre els assistents. Aquest festival se celebra un dia després del Balipratipada del Divali, al petit poble de Gummatapura, a l'estat de Karnataka, prop del de Tamil Nadu, a l'Índia.

## Ritual
La cerimònia s'inicia a primera hora del matí, quan homes, dones i infants comencen a recollir fems de vaca d'arreu del poble i l'aboquen en un lloc predeterminat per aquest ús, situat al darrere del temple de Beerappa, una divinitat hinduista encarnació de Xiva, pròpia de la comunitat i casta dels kurumba. Més tard, nens i nenes mig nus recorren el poble recollint oli i mantega per oferir puja al temple. Posteriorment, recullen més oli i mantega i ofereixen puja al temple de Karappa, que es troba a un quilòmetre del temple de Beerappa. Un cop feta la puja, els vilatans tornen en processó. En el camí de tornada, una persona és designada com a chadikora (serp). Aleshores se li fixa un bigoti i una barba fets d'herbes, s'asseu sobre un ruc i es porta al temple en processó.
Després d'arribar al temple, es retiren el bigoti i la barba de la chadikora i són enterrats a la fossa on s'ha dipositat el munt de fem. A continuació, s'ofereix una puja al munt de fems de vaca i comença la diversió escatològica. El primer acte després de la puja és esquitxar de fems el sacerdot, considerat com el senyal per a poder començar a llençar-se excrements els uns als altres. Així mateix, cada persona del poble és empesa a la fossa i s'unta amb fems de vaca. Paral·lelament, milers de persones dels pobles del voltant es reuneixen per veure la cerimònia. Més tard, es fa una efígie de la chadikora i es porta a un turó proper anomenat Kondigekara Gudda per tal de ser cremada, juntament amb un pollastre. Els vilatans es netegen al llac, tornen al poble i adoren la chadikora. També es creu que participar en el joc d'esquitxades de fem de vaca cura la gent de tota mena de malalties, que és una de les raons per mantenir viva la tradició, fins i tot després de centenars d'anys.